# رينا تاناكا
رينا تاناكا (باليابانية: 田中れいな) (و. 1989 – م) هي مغنية، وممثل أداء صوتي ياباني، وممثلة، وعارضة من اليابان . ولدت في فوكوكا، فوكوكا .

## روابط خارجية
- رينا تاناكا على موقع IMDb (الإنجليزية)
- رينا تاناكا على موقع ميوزك برينز (الإنجليزية)
- رينا تاناكا على موقع ديسكوغز (الإنجليزية)
- رينا تاناكا على موقع قاعدة بيانات الفيلم (الإنجليزية)